# El Torreón (El Condado)
La torre denominada El Torreón está situada en El Condado, concejo de Laviana (Asturias, España). Constituye uno de los pocos ejemplos de arquitectura militar que se conservan en Asturias.

## Descripción

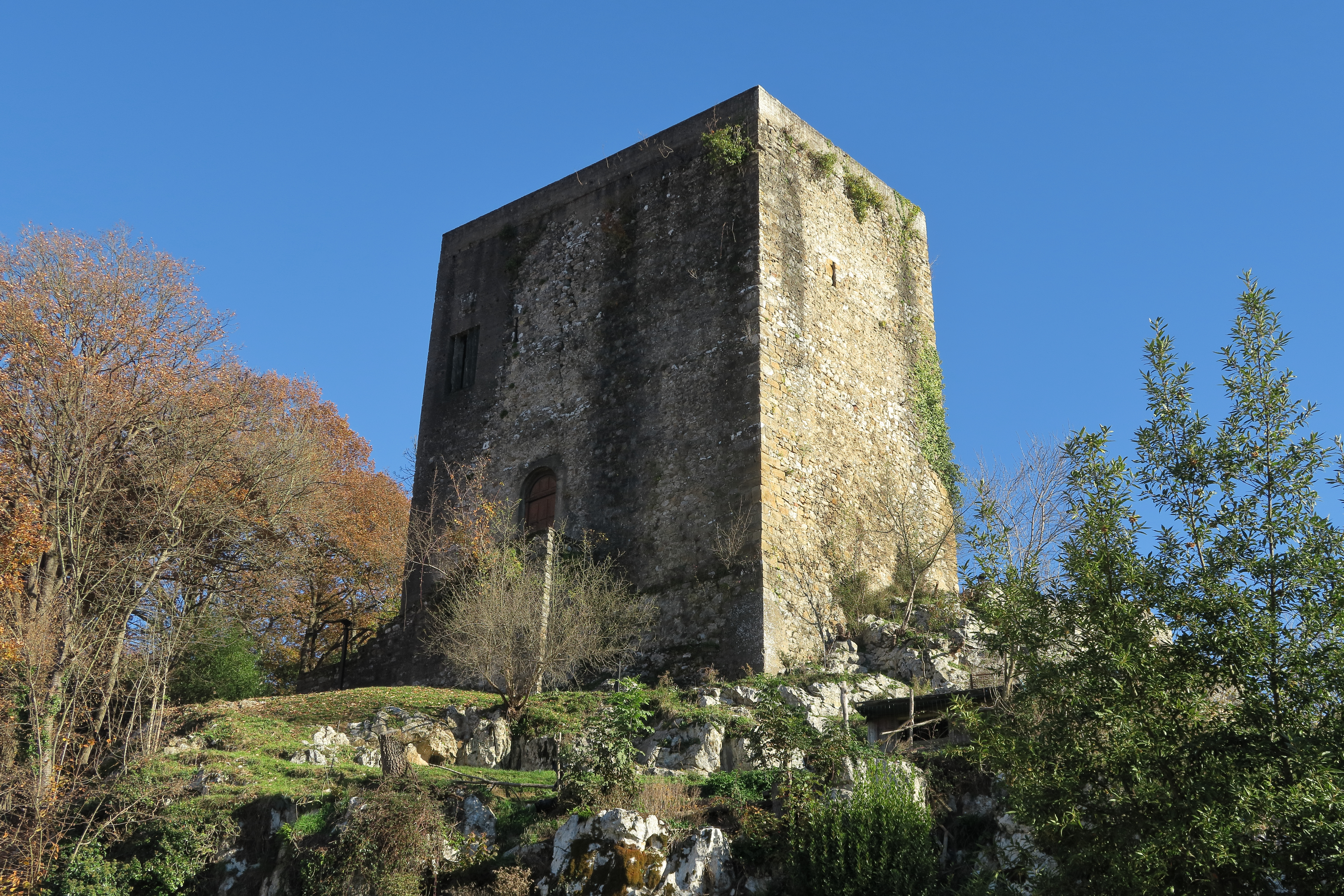
Vista del torreón

Está levantada sobre un espolón calizo, que le imprime carácter de edificación aislada y bien defendida por barreras naturales, que hacen innecesaria la construcción de fosos y bastiones. Algunas referencias documentales atribuyen a la torre un origen altomedieval, quizá del reinado de Ordoño I, pero no se conservan restos arquitectónicos anteriores al siglo XIV.
Si bien la torre, al igual que otras construcciones similares, tuvo una finalidad defensiva, pronto conjugó esa función con el control de la actividad económica del valle del Nalón y la vigilancia de una de las más importantes vías de comunicación medievales, el paso a la meseta a través del puerto de Tama. Ello tuvo como consecuencia la continua habitabilidad de la torre y por ello diversas alteraciones.
El Torreón, es una construcción bajomedieval de planta rectangular dividida originariamente en tres plantas, rematada probablemente con almenas. La fábrica es a base de mampostería y sillería arenisca para enmarque de vanos y cadenas esquineras. El acceso a la torre se realiza por una escalera a la altura de la primera planta y conserva la puerta primitiva de acceso de arco de medio punto.
Durante el siglo XIX, el Torreón sufrió el derrumbe de sus lienzos Norte y Oeste y fue ocupado por tropas militares durante la última guerra civil. En los años 1950-1960, los propietarios llevaron a cabo una desafortunada restauración a base de cemento y hormigón armado, alterando la disposición interior y abriendo nuevos vanos. En ese momento se colocó en uno de sus lados el escudo de la propiedad.